# Avatar: Calea apei
Avatar 2 este un film științifico-fantastic în regia lui James Cameron, care a avut premiera la 6 decembrie 2022 la Londra. Este o continuare a filmului de succes Avatar din 2009.

## Distribuție (versiunea română)
- Carol Ionescu – Jake Sully[4]
- Ana Stănciulescu – Tsireya[4]
- David Dobrincu – alte voci[4]

## Premisă
Situat la mai bine de un deceniu după evenimentele din primul film, Avatar: Calea apei spune povestea familiei Sully, necazurile acestora, eforturile pe care le fac pentru a se menține în siguranță, bătăliile pe care le duc pentru a rămâne în viață și tragediile pe care le suportă.— 20th Century Studios

## Pre-producție

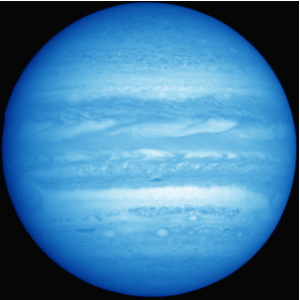
Polyphemus (reprezentare artistică)

În 2009 James Cameron a declarat că dacă filmul Avatar va fi un succes, el speră să facă două continuări ale filmului. În 2010 Cameron a spus că, ținând cont de succesul filmului, afirmațiile sale anterioare rămân valabile. Perspectiva continuării a fost ceva planificat de la bun început, mergând până acolo că s-au inclus anumite scene în film pentru a fi dezvoltate într-un nouă poveste. Cameron a spus că vrea să facă un sequel „mai ieftin și mai repede” și că povestea va fi o continuare a personajelor care apar în  Avatar. Când a fost intervievat de AP pe covorul roșu la a 82-a ediție a Premiilor Oscar, Cameron a spus că „dacă voi începe mâine lucrul la Avatar 2, o să am nevoie de trei ani [ca să-l termin]”. Într-un interviu din august 2013 Cameron a spus că planurile sale sunt de a face 3 continuări, deci o trilogie Avatar, și este în așteptarea unor acorduri pentru a face acest lucru. . În vara lui 2013 Cameron a semnat oficial o înțelegere cu Fox pentru a realiza 3 continuări directe ale filmului Avatar, care erau programate să apară în decembrie 2017, 2018 și 2019,dar au fost amânate din nou deoarece nu ar fi fost gata la timp pentru premiera din 2018 a primului film din trilogie din cauza lipsei tehnologiei necesare.Cele 3 continuări vor fi produse de Lightstorm Entertainment (compania lui Cameron) în parteneriat cu 20th Century Fox.
James Cameron a declarat  că va filma cele 4 continuări Avatar la o frecvență a cadrelor mai mare decât cea standard (24 de cadre pe secundă)si anume 48fps sau 60 fps pentru a adăuga filmelor un sentiment sporit de realitate.În septembrie 2013 s-a confirmat că Sigourney Weaver va apărea în sequel,Cameron a declarat că „nimeni nu moare vreodată într-un film science-fiction”...Pe 30 octombrie 2013 Stephen Lang a semnat un contract pentru a apărea în cele 3 continuări,regizorul american a refuzat să dea detalii despre cum va reveni acesta in partea a doua.Pe 14 ianuarie 2014 Zoe Saldana și Sam Worthington au semnat fiecare un contract pentru a apărea în cele 3 continuări.Avatar 2 avea data de lansare decembrie 2017 dar, a fost amânat din nou pentru a evita competiția directă cu Star Wars episodul VIII, Avatar 3 și 4 nu au nici ele dată de lansare. ☀Conform ABC, Avatar 2 va fi mutat din 2017 tocmai în 2018 intrucat regizorul canadian considera că nu va fi gata la timp, dar și pentru a evita noul Star Wars episod 8. "Povestea devine din ce in ce mai complexa, mai ales ca lucrez la toate trei simultan. In timp ce filmam, lucram si la design" a spus acesta la un eveniment in Noua Zeelanda, acolo unde se afla alaturi de Peter Jackson, pentru a promova industria locala de film.Cameron a mai spus  ca isi doreste sa aiba cele trei scenarii complete in aceasta luna, el fiind cel care conduce echipa de scenaristi. "Lucram simultan la trei scenarii. Povestea se va lega cursiv in toate. Am creat deja o parte din univers si din creaturi". James Cameron a realizat in ultimele luni o serie de filmari subacvatice pentru cel de-al doilea film din seria "Avatar", a carui actiune se va desfasura sub apa, si a lăsat sa se inteleaga la inceputul acestui an ca este foarte tentat de ideea ca aceasta franciza sa fie alcatuita din patru filme.
Alaturi de el, pentru scenariile urmatoarelor filme se vor ocupa Josh Friedman, ( care s-a ocupat de scenariul serialului TV Terminator: The Sarah Connor's Chronicle), Rick Jaffa  si Amanda Silver (Rise of The Planet of The Apes) si Shane Salerno (Shaft, Savages). Conform celor de la Fox, filmarile vor avea loc simultan. Trilogia este în stadiul de pre-producție din 2014. Un nume neoficial pentru această parte a doua este Avatar ll „Manifest Destiny”. Într-un interviu acordat de compozitorul James Horner înaintea morții sale tragice, declara că James Cameron are și un scenariu scris pentru Avatar 5. Filmările au început în 2016.

## Distribuția
- Stephen Lang – colonelul Miles Quaritch
- Sam Worthington – Jake Sully
- Zoe Saldaña – Neytiri
- Joel David Moore – Norm Spellman
- Sigourney Weaver – Dr. Grace Augustine[9]
- CCH Pounder – Mo'at[10]

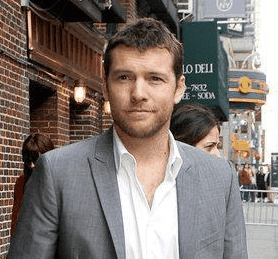
Sam Worthington
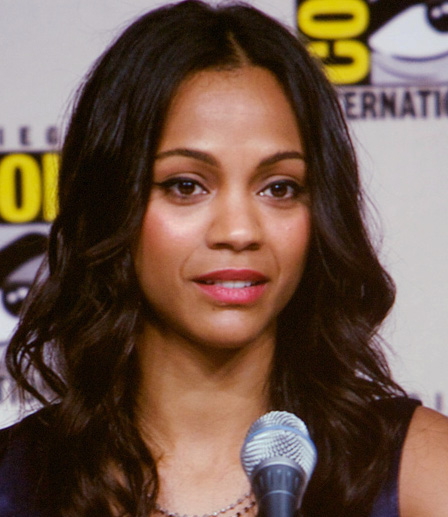
Zoe Saldaña
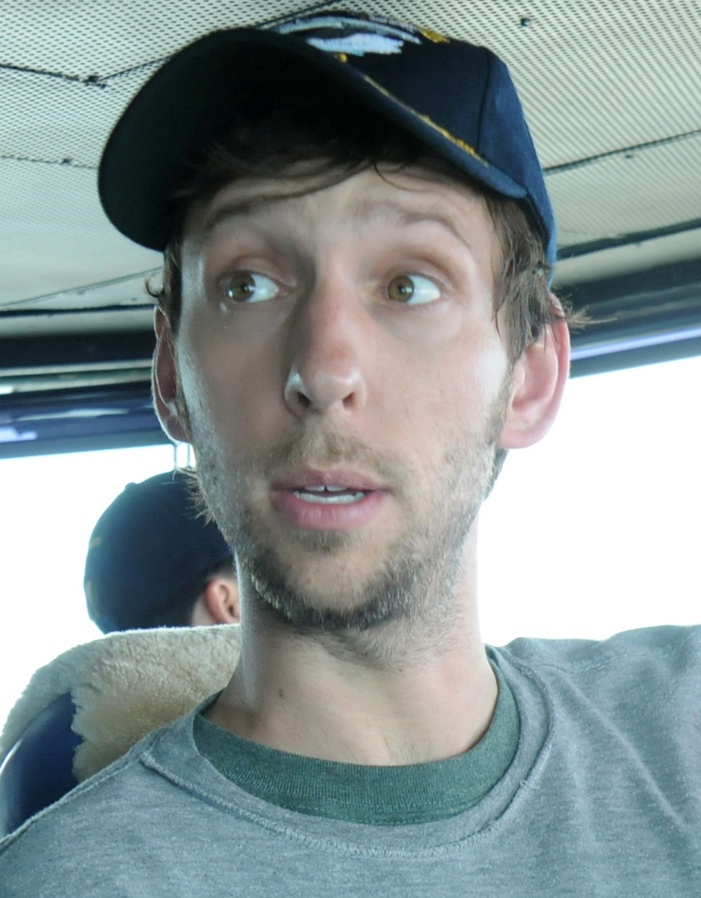
Joel David Moore
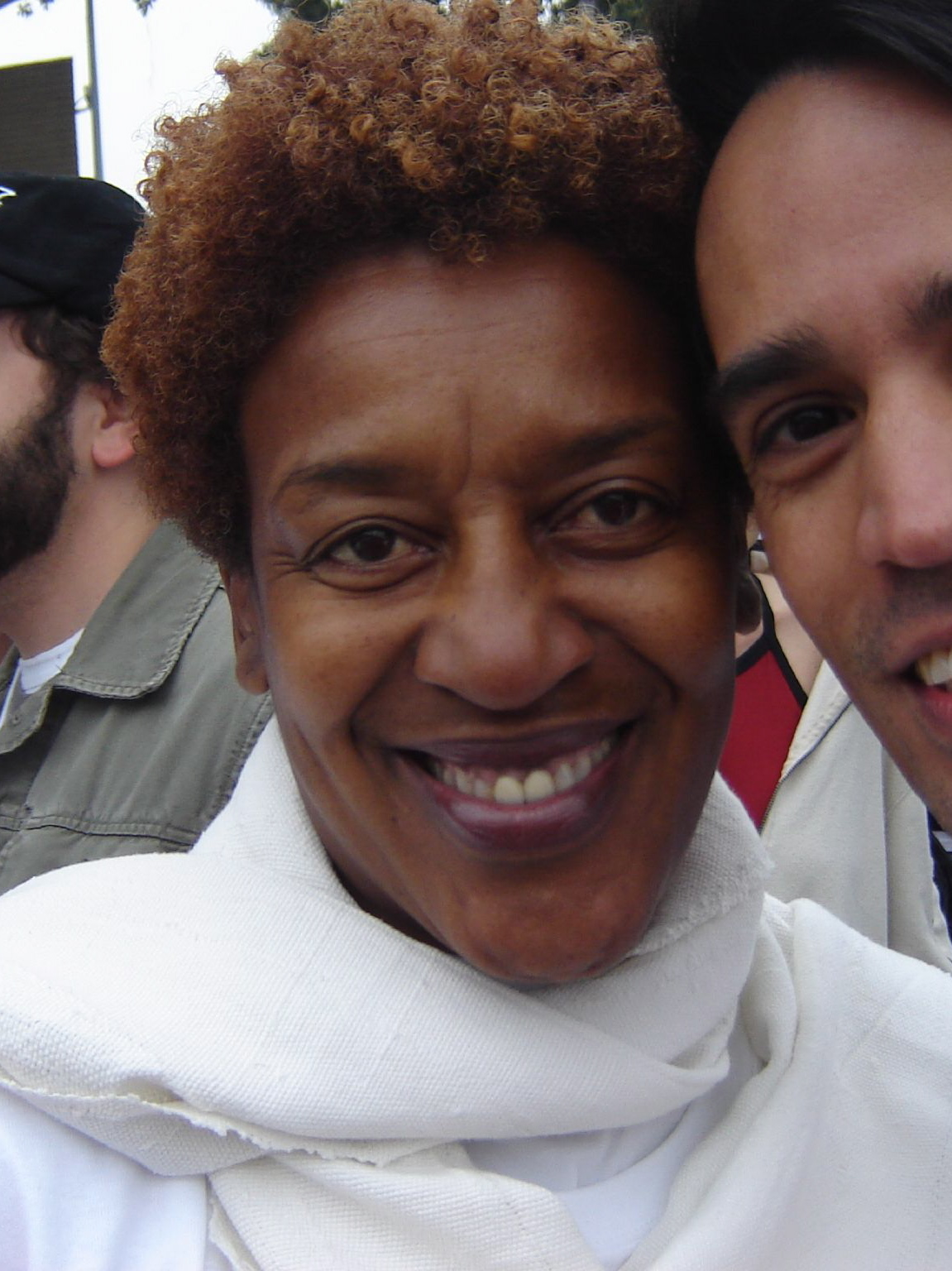
CCH Pounder